# Absicht
Absicht (z niem.) – zamiar scharakteryzowany celowo, pojęcie używane w nauce prawa karnego.
Można wyróżnić go w stronie intelektualnej zamiaru. Jest to zachowanie sprawcy polegające na tym, że stawia przed sobą cele tożsame z realizacją znamion czynu zabronionego (np. kradzież samochodu z chęci posiadania go).
Ta forma zamiaru występuje m.in. w ustawodawstwie niemieckim i austriackim. W polskim prawie karnym odpowiada mu pojęcie zamiaru kierunkowego lub zabarwionego. Jest to zamiar bezpośredni nacechowany dodatkowo celem, motywem lub pobudką. Np. kradzież można popełnić tylko w celu przywłaszczenia cudzej rzeczy ruchomej.